# Джефферсон (Мен)
Джефферсон (англ. Jefferson) — місто (англ. town) в США, в окрузі Лінкольн штату Мен. Населення — 2551 особа (2020).

## Демографія
Згідно з переписом 2010 року, у місті мешкало 2427 осіб у 1010 домогосподарствах у складі 703 родин. Було 1564 помешкання
Расовий склад населення:
| - 98,1 % — білих - 0,5 % — корінних американців - 0,3 % — чорних або афроамериканців - 0,2 % — азіатів |

До двох чи більше рас належало 0,7 %. Частка іспаномовних становила 1,5 % від усіх жителів.
За віковим діапазоном населення розподілялося таким чином: 20,0 % — особи молодші 18 років, 62,9 % — особи у віці 18—64 років, 17,1 % — особи у віці 65 років та старші. Медіана віку мешканця становила 46,0 року. На 100 осіб жіночої статі у місті припадало 99,3 чоловіків;  на 100 жінок у віці від 18 років та старших — 97,4 чоловіків також старших 18 років.
Середній дохід на одне домашнє господарство  становив 60 997 доларів США (медіана — 55 875), а середній дохід на одну сім'ю — 64 068 доларів (медіана — 59 637). Медіана доходів становила 39 048 доларів для чоловіків та 32 463 долари для жінок. За межею бідності перебувало 11,1 % осіб, у тому числі 13,6 % дітей у віці до 18 років та 7,3 % осіб у віці 65 років та старших.
Цивільне працевлаштоване населення становило 1231 особа. Основні галузі зайнятості: освіта, охорона здоров'я та соціальна допомога — 32,3 %, роздрібна торгівля — 13,2 %, будівництво — 11,1 %, науковці, спеціалісти, менеджери — 9,7 %.